# 鍋島清房
鍋島清房（日语：／ Nabeshima Kiyofusa，1513年—卒年不详）是战国时代至安土桃山时代的武将。龙造寺家的家臣。鍋島氏第五代家主。

## 生涯
永正10年（1513年），作为鍋島清久的子嗣诞生。
自幼侍奉龍造寺家兼，与父亲清久和兄长清泰一起作为家兼的重臣活跃。 享祿3年（1530年）与父亲和野田清孝在田手畷之戰中率领武者军击败大内氏，为此作出贡献。凭借这一功绩，清房被允许成为家兼的长子龍造寺家純的女婿。他得到家兼的信任，尤其是当家兼被馬場賴周追杀逃到筑後國蒲池鑑盛的地方后，清房为了阻止少貳氏帮助賴周而发动叛乱。
天文15年（1546年），龙造寺隆信还俗并成为水之江龙造寺家的家主，但清房似乎对此次继位持反对态度，甚至在继承之后仍然表示不赞成，因此受到作为龙造寺本家家老的龍造寺家宗的告诫。 天文17年（1548年），在隆信继承龙造寺本家时，清房成为护法。
天文17年（1548年）8月11日，作为正室的龙造寺家纯的女儿去世， 但在弘治2年（1556年），隆信的母亲慶誾尼以强行的方式成为其后室。
后来，清房将家督传给儿子直茂并隐居。在天正12年（1584年）的沖田畷之戰期间，他守卫村中城并暗自为儿子直茂的生还感到高兴。
天文21年（1552年），创立高伝寺。后来，该座寺庙成为鍋島氏的菩提寺。

## 脚注
1. ↑  『九州戦国の女たち』 の「慶誾」の項目内の記述より逆算
2. ↑  『北肥戦誌（九州治乱記）』の記述
3. 1 2  日本の武将45『龍造寺隆信』
4. ↑  『肥陽軍記』には記述があるが、『北肥戦誌』には見られない

## 出典
- 吉永正春著『九州戦国の女たち』（海鳥社 2010年 ISBN 978-4-87415-794-7）
- 『北肥戦誌』
- 川副博著 日本の武将45『龍造寺隆信』（人物往来社 1967年）